# Račice nad Trotinou
Račice nad Trotinou är en ort i Tjeckien. Den ligger i den centrala delen av landet, 100 km öster om huvudstaden Prag. Račice nad Trotinou ligger 254 meter över havet och antalet invånare är 161.
Terrängen runt Račice nad Trotinou är platt. Runt Račice nad Trotinou är det tätbefolkat, med 881 invånare per kvadratkilometer. Närmaste större samhälle är Hradec Králové, 12,1 km söder om Račice nad Trotinou. Trakten runt Račice nad Trotinou består till största delen av jordbruksmark.